# 平古場昭二
平古場 昭二（ひらこば しょうじ　1927年10月4日 - 2007年8月?）は、日本の野球選手、プロ野球審判員。戦後初の高校野球優勝投手となった人物でもある。

## 来歴・人物
兄に国民野球連盟の唐崎クラウンに選手として所属し、1997年-2000年に関西六大学野球連盟理事長を務めた平古場正晴がいる。
1946年、阪急西宮球場で行われた戦後第一回目となる第28回全国中等学校優勝野球大会で浪華商業学校の投手として活躍。準決勝の東京高等師範附属中（現・筑波大附属中・高）戦において、1試合19奪三振の大会最多タイ記録を達成する。決勝でも京都二中を完封、同校の戦後初優勝に貢献した。
卒業後は慶應義塾大学に進学。東京六大学野球リーグでは2回の優勝を経験。リーグ通算65試合登板し、29勝26敗、258奪三振。1948年秋季のリーグ戦では東大1回戦でノーヒットノーランを記録。最終年の1951年（昭和26年）には主将を務めた。
慶應義塾大学卒業後は社会人野球の全鐘紡に進む。1952年の第23回都市対抗野球大会では栄屋悦男との投の二本柱で決勝に進み、日鉄二瀬を降して鐘紡三連覇に貢献。その後も主力投手として活躍した。
選手としてはプロ野球入りはしなかったが、後にパ・リーグ審判員となり、4年間務めた。
1969年、パリーグ審判員を退職して香川県の小豆島に移住。2002年頃までゴルフ場総支配人などを歴任。
2007年8月11日、小豆島の自宅で死亡しているのが発見された。同月上旬に死亡したものと推定されるが、正確な死亡日は不明である。

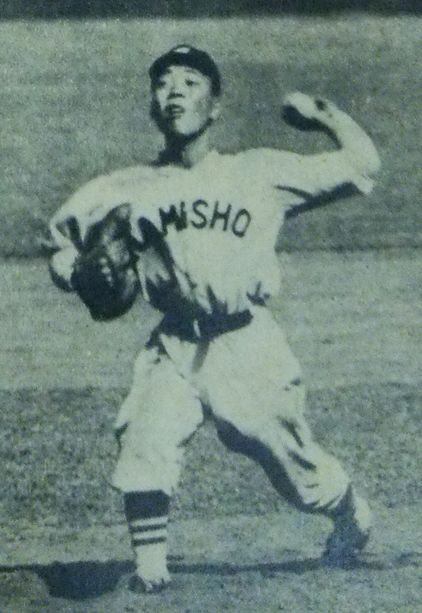
浪華商業学校時代

## エピソード
戦後初の夏の甲子園で優勝投手となった当時、兵庫県淡路島に在住していた小学生、深田公之（ふかだ・ひろゆき、当時9歳）は平古場の快挙を新聞の活字で知り（当時は勿論テレビというメディアは存在せず）、「このヒラコジョーっちゅう選手、どないなピッチャーなんやろなあ」と思い、高校野球に興味を持ち始め、公之と甲子園大会を結びつけるきっかけとなった。この公之少年こそ、後に作詞家・小説家として名を馳せる阿久悠である。